# Тингол
Елу Тингол, познат и као Елве Синголо, је један од најзаступљенијих ликова у роману „Силмарилион“ Џ. Р. Р. Толкина.
Тингол је био Вилењак и краљ Доријата. На путу за Валинор се заљубио у Мелијану Мају и одлучио да остане у Средњој земљи. Сматран је за господара целог Белеријанда. Његова ћерка била је Лутијена Тинувијела, најлепша од све деце Илуватара.

## Биографија лика

### Пут ка Валинору
Елве је био један од првих Вилењака који су се пробудили код језера Кујвијенен. Заједно са својим братом Олвеом изабран је да предводи путовање Телера ка Валинору, где су их позвали Валари. Када су стигли до Источног Белеријанда, Телери су се дуго одмарали поред реке Гелион. Елве је у шумама око тог предела почео да тражи Финвеа, свог пријатеља, који је био вођа Нолдора, друге групе Вилењака. На једном таквом путовању застао је у шуми Нан Елмот, где је чуо песму Мелијане, која је била од рода Мајара, али је волела да обитава у Средњој земљи. Зачаран њеним гласом, Елве је стигао до пропланка где се налазила. С љубављу ју је узео за руку, и у том тренутку пао у транс. Године су пролазиле покрај Мелијане и Елвеа, али они су непомично стајали на пропланку шуме Нан Елмот. За то време, Олве је тражио свог брата, али је на крају одустао, поверовавши да је изгубљен, и повео Телере преко мора у Валинор. После много времена, Елве и Мелијана су се коначно повратили из транса. Венчали су се и одлучили да остану у Средњој земљи. То је био једини пут да се било ко од деце Илуварарове (Вилењака и Људи) венчао са неким од божанског рода. Њихово ћерка је била Лутијена Тинувијела.

### Стварање Доријата
Нису сви Телери отишли у Валинор. Многи од њих су остали у Средњој земљи и добили назив Синдари, Сиви Вилењаци. За свог краља узели су Елвеа, који је променио име у Елу Тингол, што на синдарском значи Краљ Сиви Огртач. У то време, први Патуљци, које је створио Ауле, појавили су се на земљи. Неки од њих су прешли планине Еред Луин и дошли у Белеријанд. Њих је Тингол дочекао са добродошлицом. Тада су Вилењаци и Патуљци били у добрим односима.
Тингол је одлучио да направи себи краљевско пребивалиште, јер га је Мелијана упозорила да мир неће трајати вечито и да ће се Мрачни господар Мелкор ослободити заточеништва. Зато је било потребно да се створи добро чувано и јако краљевство које би се могло одупрети непријатељу. Тингол је Патуљцима дао велике количине бисера, и они су пристали да му помогну око изградње палате. Као погодно место су одабрали обалу реке Есгалдуин, која је одвајала шуме Нелдорет и Регион. Ту се уздизало једно велико брдо, које су Патуљци исклесали и створили велике и раскошне дворане. То место је добило назив Менегрот, Хиљаду Пећина, и постало је палата Тингола и Мелијане. 
Како су Орци кренули да упадају у Белеријанд, Тингол је замолио Патуљке да за њега искују оружје, а ускоро су се том занату научили и Вилењаци. Њихове оружарнице биле су пуне мачева и копаља, те су могли успешно да се супротставе непријатељима. Након повратка Мелкора у Средњу земљу, Мелијана је створила невидљиви појас око шума Региона и Нелдорета, који нико није могао да прође без Тинголовог допуштења, сем ако није имао већу моћ од краљице. Предели унутар Мелијаниног појаса названи су Доријат, чувано краљевство, и њиме је управљао Тингол из своје палате Менегрот.

### Први напад Моргота
Мрачни господар Мелкор је успео да побегне из Валнора, притом укравши драгуље Силмариле. Вратио се у Средњу земљу и добио име Моргот. Поново је изградио своја утврђења и сакупио војску. Желео је да испуни свој давно зцртани циљ, да завлада целом Средњом земљом. Зато је послао велику војску у Белеријанд и напао краља Тингола. Тингол је био одсечен од Вилењака из Фаласа, који су му били пријатељи и савезници. Због тога је потражио помоћ од Денетора, који је био син Ленвеа, Вилењака који је заједно са Тинголом и Олвеом кренуо у марш ка Валинору, али га је напустио. Денетор је помогао Тинголу да победи армију Орка, али је погинуо у том подухвату. Међутим, Синдари су били одбрањени, а војске Моргота уништене.

### Долазак Нолдора
Нолдори, предвођени Феанором, побегли су из Валинора у потрази за Морготом, како би повратили Силмариле и осветили му се за зла која им је нанео. После дугог пута стигли су у Средњу земљу. Тингол није био задовољан њиховим доласком, јер су почели да се настањују на територијама где је он сматран за господара. Није хтео да пусти никог од Нолдора да уђе у Доријат, сем оних из куће Финарфинове. Њихова мајка је била Еарвена, ћерка Олвеа, Тинголовог брата, те су они били у блиском сродству са краљем. Први је до Тингола дошао Ангрод, који му је испричао о путовању и организацији војске Нолдора. Међутим, није му помињао Силмариле ни родоубијање које су Нолдори починили код Алквалондеа. Тингол је дозволио дошљацима да се населе у дивљим земљама источно од Доријата, али у своје краљевство није хтео да пушта никога кога он сам није позвао. 
Финрод Фелагунд и Галадријела, такође деца Финарфинова и краљеви рођаци, једном приликом посетили су Тингола у Дријату. Финроду је Тингол рекао за пећине реке Нарог, у којима би он могао да створи своје пребивалиште. То је касније и учињено, и краљевство Нарготронд је дуго пркосило Морготу. Галадријела је остала да живи у Доријату, где се спријатељила са краљицом Мелијаном. Она јој је после неког времена открила истину о Силмарилима и правом циљу Нолдора. Мелијана је то пренела своме мужу, који је схватио да ће Нолдори бити корисни савезници у ратовима против Моргота, али то свеједно није смањило његову негостољубивост према њима. Ускоро је Тингол сазнао за убијање Телера које су Нолдори починили на свом путовању, и веома се разбеснео на њих, јер је то био народ његовог брата Олвеа. Ипак, Финарфинови синови су му објаснили да они нису узели учешћа у тој бици, те су Тинголове границе остале отворене за њих. Свим осталим дошљацима је трајно збрањен долазак, као издајницима свога рода.

### Долазак Људи
Три племена Људи који су стигли у Белеријанд названи су Едаини, Вилин-пријатељи. Њих је први открио Финрод Фелагунд, и подучио их неким знањима Вилењака. Убрзо се спријатељио са њима и покушао да се договори са својим рођаком, краљем Тинголом, око места на којима би они могли да живе. Тингол је пре тога имао снове са лошим предосећајима у вези са доласком Људи. Из тог разлога им није допустио да се населе нигде у близини његовог краљевства, изузев на северу. Затворио је своје границе за њих. Ипак, Финрод је касније успео да га убеди да једном од племена Људи дозволи да се насели у шуми Бретил, у близини Доријата.

### Присвајање Силмарила
Берен, Човек из првог племена Едаина, је успео да прође кроз Мелијанин појас и уђе у Доријат након што је Моргот побио цео његов народ. У шумама је упознао Лутијену Тинувијелу, Тинголову и Мелијанину ћерку. Њих двоје су се заљубили једно у друго, али је њихове састанке открио Вилењак Даирон и о томе обавестио краља. Тингол, који је имао ниско мишљење о Људима, био је испуњен гневом што је његова ћерка желела да се уда за неког тако недостојног. Због тога је наредио да се Берен доведе на његов двор као злочинац. Ипак, није га убио, већ је у замену за руку своје кћери затражио један драгуљ Силмарил из Морготове круне. Мислио је да је то немогућ задатак и да ће Берен погинути покушавајући да га испуни. 
Берена је на путу заробио Саурон, слуга Мрачног господара. Лутијена је за то сазнала од своје мајке, и хтела да му оде у помоћ. Када је Тингол за то открио, изградио је кућу на дрвету Нелдорет, у коју је је затворио, више се плашећи за њену судбину него што је желео да Берен погине. Лутијена је успела да побегне одатле и да ослободи Берена из Сауронове тамнице. Њих двоје су стигли чак пред Морготов престо, и успели да изваде један Силмарил из његове круне након што је Лутијена целу тврђаву бацила у сан. Међутим, док су се враћали, Морготов вук Кархарот је одгризао Силмарил из Беренове руке.
Стигавши у Доријат, Берен и Лутијена су испричали Тинголу шта се догодило. Тада је краљ схватио колика је Беренова величина и колико се он разликује од свих осталих Људи. Коначно је допустио њихов брак. У међувремену, Кархарота је Силмарил пекао изнутра, јер је драгуљ имао моћ да спржи свако зло створење. Вук је стигао у Доријат, и Тингол је заједно са својим поданицима и Береном кренуо да га убије. У једом тренутку, Берен се бацио испред краља, спасавши му живот од Кархаротовог напада. Када је вук убијен, у његовој утроби је пронађен Силмарил, који је Тингол узео за себе. Берен и Лутијена су касније отишли из Доријата и настанили се у Осиријанду.

### Тингол и породица Хуринова
Тингол је после Битке небројених суза, у којој су животе изгубили многи Влењаци и Људи, пружио уточиште Човеку Турину и његовој мајци Морвени и сестри Ниенори. Он је променио мишљење о Људима након Береновог подвига. Турина је одгајао као свог сина, у част његовог оца Хурина, најславнијег ратника Људи. Туринова злосрећна судбина га је после више година одвела из Доријата, а касније су Тинголово краљевство напустиле и Морвена и Ниенора, које су кренуле у потрагу за њим. Хурин, Туринов отац, који је после битке остао Морготов заробљеник, пуштен је из тамнице пред крај живота како би видео ужас који је задесио његову породицу. Он је дошао у Доријат и предао Тинголу најлепшу патуљачку рукотворину, огрлицу Наугламир, као накнаду за старање о његовој породици. Ту га је Мелијана ослободила Морготових чини, али је Хурин, сазнавши о смрти своје деце, напусто Доријат и умро као сиромашни старац.

### Смрт
Како је сада поседовао и Силмарил и огрлицу Наугламир, Тингол је решио да их прекује у једниствен комад накита, који би носио свуда са собом. Наиме, њега је Силмарил већ заробио својом лепотом и он није желео да се раздваја од њега, иако су на драгуљ право полагали синови Феанора. Тингол је тај задатак поверио Патуљцима из града Ногрода, који су се тада налазили у Доријату.
Патуљке је силно задивио Силмарил и желели су да га узму за себе, али су прикрили своју намеру. Када је посао био завршен и драгуљ уграђен у Наугламир, Тингол је ставио огрлицу око врата. Међутим, Патуљци су му саопштили да он нема никакво право на Наугламир, јер је он дело њихових предака. У ствари, желели су да се домогну Силмарила, и само су маскирали своју намеру. Тингол их је прозрео и наредио им да напусте Доријат без награде, притом их назвавши простачком расом. То је изазвало гнев Патуљака, који су га напали и убили на месту. Тинголов последњи поглед био је уперен на Силмарил.
Након краљеве смрти, Мелијана је напустила Доријат и његова заштита је нестала. Патуљци су заустављени у свом бекству са Силамрилом и он је враћен Диору, Тинголовом наследнику, сину Берена и Лутијене.

## Потомци Тингола и Мелијане
|        |        |        |        |          |          |          |          |          |          |       |       |       |       |  |  |        |        | Тингол  | Тингол  | Тингол  | Тингол  | Тингол   | Тингол   |          |          | Мелијана | Мелијана | Мелијана | Мелијана | Мелијана | Мелијана |       |       |       |       |  |  |
|        |        |        |        |          |          |          |          |          |          |       |       |       |       |  |  |        |        | Тингол  | Тингол  | Тингол  | Тингол  | Тингол   | Тингол   |          |          | Мелијана | Мелијана | Мелијана | Мелијана | Мелијана | Мелијана |       |       |       |       |  |  |
| Тургон |        |        |        |          |          |          |          |          |          |       |       |       |       |  |  |        |        |         |         |         |         |          |          |          |          |          |          |          |          |          |          |       |       |       |       |  |  |
|        |        |        |        |          |          |          |          |          |          |       |       |       |       |  |  |        |        |         |         |         |         | Лутијена | Лутијена | Лутијена | Лутијена | Лутијена | Лутијена |          |          | Берен    | Берен    | Берен | Берен | Берен | Берен |  |  |
|        |        |        |        |          |          |          |          |          |          |       |       |       |       |  |  |        |        |         |         |         |         | Лутијена | Лутијена | Лутијена | Лутијена | Лутијена | Лутијена |          |          | Берен    | Берен    | Берен | Берен | Берен | Берен |  |  |
| Идрила | Идрила | Идрила | Идрила | Идрила   | Идрила   |          |          | Туор     | Туор     | Туор  | Туор  | Туор  | Туор  |  |  |        |        |         |         |         |         |          |          |          |          |          |          |          |          |          |          |       |       |       |       |  |  |
| Идрила | Идрила | Идрила | Идрила | Идрила   | Идрила   |          |          | Туор     | Туор     | Туор  | Туор  | Туор  | Туор  |  |  |        |        |         |         |         |         |          |          |          |          |          |          |          |          |          |          |       |       |       |       |  |  |
|        |        |        |        |          |          |          |          |          |          |       |       |       |       |  |  |        |        | Нимлота | Нимлота | Нимлота | Нимлота | Нимлота  | Нимлота  |          |          | Диор     | Диор     | Диор     | Диор     | Диор     | Диор     |       |       |       |       |  |  |
|        |        |        |        |          |          |          |          |          |          |       |       |       |       |  |  |        |        | Нимлота | Нимлота | Нимлота | Нимлота | Нимлота  | Нимлота  |          |          | Диор     | Диор     | Диор     | Диор     | Диор     | Диор     |       |       |       |       |  |  |
|        |        |        |        |          |          |          |          |          |          |       |       |       |       |  |  |        |        |         |         |         |         |          |          |          |          |          |          |          |          |          |          |       |       |       |       |  |  |
|        |        |        |        | Еарендил | Еарендил | Еарендил | Еарендил | Еарендил | Еарендил |       |       |       |       |  |  |        |        |         |         |         |         | Елвинга  | Елвинга  | Елвинга  | Елвинга  | Елвинга  | Елвинга  |          |          |          |          |       |       |       |       |  |  |
|        |        |        |        | Еарендил | Еарендил | Еарендил | Еарендил | Еарендил | Еарендил |       |       |       |       |  |  |        |        |         |         |         |         | Елвинга  | Елвинга  | Елвинга  | Елвинга  | Елвинга  | Елвинга  |          |          |          |          |       |       |       |       |  |  |
|        |        |        |        |          |          |          |          |          |          |       |       |       |       |  |  |        |        |         |         |         |         |          |          |          |          |          |          |          |          |          |          |       |       |       |       |  |  |
|        |        |        |        |          |          |          |          |          |          |       |       |       |       |  |  |        |        |         |         |         |         |          |          |          |          |          |          |          |          |          |          |       |       |       |       |  |  |
|        |        |        |        |          |          |          |          |          |          |       |       |       |       |  |  |        |        |         |         |         |         |          |          |          |          |          |          |          |          |          |          |       |       |       |       |  |  |
|        |        |        |        |          |          |          |          | Елрос    | Елрос    | Елрос | Елрос | Елрос | Елрос |  |  | Елронд | Елронд | Елронд  | Елронд  | Елронд  | Елронд  |          |          |          |          |          |          |          |          |          |          |       |       |       |       |  |  |